# Cristina Otero
Cristina Otero Pacual (Pontevedra, 29 de noviembre de 1995) es una fotógrafa española, conocida por sus autorretratos.
Ha sido invitada como ponente en diferentes congresos y mesas redondas alrededor del mundo.

## Biografía
Cristina Otero nace el 29 de noviembre de 1995 en Pontevedra, (Galicia, España). Es hija de Noemi Pascual y Luis Otero, y la más pequeña de tres hermanos. Descubrió su vocación por la fotografía a una edad muy temprana. A sus 13 años ve el programa de televisión América´s Next Top Model que despierta su interés por todo el proceso de maquillaje, peinado y estilismo que conlleva el proceso, marcando el comienzo de la creación de sus autorretratos.

## Carrera

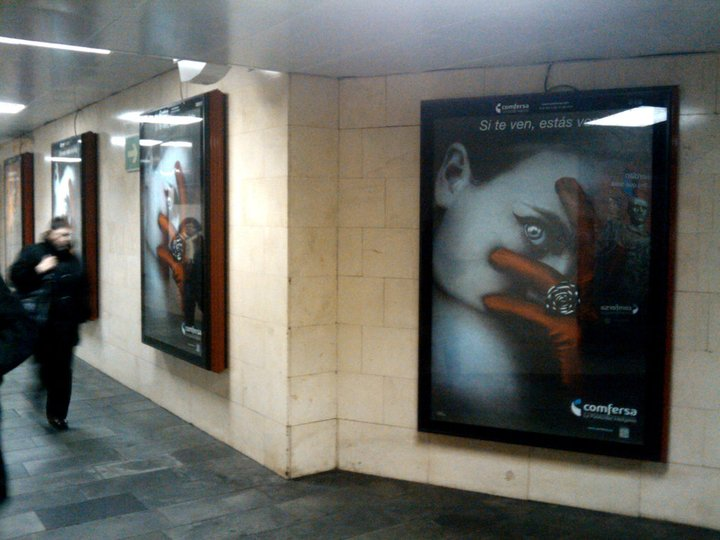
Anuncio publicitario de Renfe en España basado en una foto de Otero.

Otero utiliza tanto cámara como teléfono movil para realizar sus fotos, la mayoría autorretratos en primeros planos. Es la artista más joven en España en exponer individualmente en una galería de arte, a la edad de 15 años.
Lleva desde los 16 años impartiendo internacional ente ponencias y talleres.
Sus retratos han sido exhibidos en exposiciones en diversos puntos de la geografía española e internacional. Así, Otero ha expuesto en la Kir Royal Gallery en Valencia desde el 15 de octubre de 2011 hasta el 15 de enero de 2012 y, de nuevo, en junio del 2012 con motivo de su participación en MadridFoto. Se trata de una colección de autorretratos titulada "El otro él mismo: otra para sí misma". Durante el 2012 expone también en las Fnac de Madrid y de Barcelona  y en la "Fundación La Caixa" de Carlet (Valencia). En el 2013 presenta sus retratos en la Fnac Marbella (Málaga). El trabajo de Otero también ha sido exhibido fuera de España. En concreto expone en Ámsterdam (2012), Berlín (2012) y Argel (2013). Su obra se encuentra encuentra en importantes colecciones en Alemania, Estados Unidos, Francia, Canadá, España y Brasil. 
Además de su faceta artística, Cristina Otero también ha trabajado con diversas marcas, como en una campaña de publicidad de la Red Nacional de Ferrocarriles, Renfe (2012-2013), Pentax y Sigma (2012-2016) y Huawei (2016-2021). Ha participado además en la campaña de Turismo de Andalucía en el verano de 2015.